# (1252) Celestia
(1252) Celestia ist ein Asteroid des Hauptgürtels, der am 19. Februar 1933 vom US-amerikanischen Astronomen Fred Whipple am Harvard-College-Observatorium entdeckt wurde.
Der Asteroid ist nach Celestia Whipple, der Mutter des Entdeckers, benannt.